# Byzantina Lodziensia
Byzantina Lodziensia – seria prac łódzkich bizantynologów wydawana od 1997 roku w Łodzi. Jej inicjatorem i pierwszym redaktorem był Waldemar Ceran.

## Książki wydane w serii
- I. Sławomir Bralewski, Imperatorzy późnego cesarstwa rzymskiego wobec zgromadzeń biskupów, Wydawnictwo Uniwersytetu Łódzkiego, Łódź 1997.
- II. Maciej Kokoszko, Descriptions of Personal Appearance in John Malalas’ Chronicle, Wydawnictwo Uniwersytetu Łódzkiego, Łódź 1998.
- III. Mélanges d’histoire byzantine offerts à Oktawiusz Jurewicz à l’occasion de Son soixante-dixième anniversaire, red. Waldemar Ceran, Wydawnictwo Uniwersytetu Łódzkiego, Łódź 1998.
- IV. Mirosław Jerzy Leszka, Uzurpacje w cesarstwie bizantyńskim w okresie od IV do połowy IX wieku, Wydawnictwo Uniwersytetu Łódzkiego, Łódź 1999.
- V. Małgorzata Beata Leszka, Rola duchowieństwa na dworze cesarzy wczesnobizantyńskich, Wydawnictwo Uniwersytetu Łódzkiego, Łódź 2000.
- VI. Waldemar Ceran, Historia i bibliografia rozumowana bizantynologii polskiej (1800-1998), tom I-II, Wydawnictwo Uniwersytetu Łódzkiego, Łódź 2001.
- VII. Mirosław Jerzy Leszka, Wizerunek władców pierwszego państwa bułgarskiego w bizantyńskich źródłach pisanych (VIII – pierwsza połowa XII wieku), Wydawnictwo Uniwersytetu Łódzkiego, Łódź 2003.
- VIII. Teresa Wolińska, Sycylia w polityce cesarstwa bizantyńskiego w VI-IX wieku, Wydawnictwo Uniwersytetu Łódzkiego, Łódź 2005.
- IX. Maciej Kokoszko, Ryby i ich znaczenie w życiu codziennym ludzi późnego antyku i wczesnego Bizancjum (III-VII w.), Wydawnictwo Uniwersytetu Łódzkiego, Łódź 2005.
- X. Sławomir Bralewski, Obraz papiestwa w historiografii kościelnej wczesnego Bizancjum, Wydawnictwo Uniwersytetu Łódzkiego, Łódź 2006.
- XI. Byzantina Europaea. Księga Jubileuszowa ofiarowana Profesorowi Waldemarowi Ceranowi, red. M. Kokoszko, M.J. Leszka, Wydawnictwo Uniwersytetu Łódzkiego, Łódź 2007.
- XII. Paweł Filipczak, Bunty i niepokoje w miastach wczesnego Bizancjum (IV wiek n.e.), Wydawnictwo Uniwersytetu Łódzkiego, Łódź 2009.
- XIII Kirił Marinow, W klisurach Hemosu. Znaczenie masywów Starej Płaniny i Srednej Gory w zmaganiach zbrojnych Bizancjum z Bułgarią (koniec VII - początek XI w.), Wydawnictwo Uniwersytetu Łódzkiego, Łódź 2012.
- XIV Jolanta Dybała, Ideał kobiety w pismach kapadockich Ojców Kościoła i Jana Chryzostoma, Wydawnictwo Uniwersytetu Łódzkiego, Łódź 2012.
- XV Mirosław Jerzy Leszka, Symeon I Wielki a Bizancjum. Z dziejów stosunków bułgarsko-bizantyńskich w latach 893-927, Wydawnictwo Uniwersytetu Łódzkiego, Łódź 2013.
- XVI Krzysztof Jagusiak, Maciej Kokoszko, Zofia Rzeźnicka, Dietetyka i sztuka kulinarna antyku i wczesnego Bizancjum (II-VII w.), część I, Zboża i produkty zbożowe w źródłach medycznych antyku i wczesnego Bizancjum (II-VII w.), Wydawnictwo Uniwersytetu Łódzkiego, Łódź 2014.
- XVII Andrzej Kompa, Mirosław Jerzy Leszka, Teresa Wolińska, Mieszkańcy stolicy świata. Konstantynopolitańczycy między starożytnością a średniowieczem, Wydawnictwo Uniwersytetu Łódzkiego, Łódź 2014.
- XVIII Waldemar Ceran, Artisans et commerçants à Antioche et leur rang social (seconde moitié du IVe siècle de notre ère), trad. de la lang. pol. par Elżbieta Kolańska, éd. rev., corr. et mise à jour par Paweł Filipczak, Wydawnictwo Uniwersytetu Łódzkiego, Łódź 2013.
- XIX Dietetyka i sztuka kulinarna antyku i wczesnego Bizancjum (II-VII w.), część II, Pokarm dla ciała i ducha, red. Maciej Kokoszko, Wydawnictwo Uniwersytetu Łódzkiego, Łódź 2014.
- XX Krzysztof Jagusiak, Maciej Kokoszko, Zofia Rzeźnicka, Cereals of antiquity and early Byzantine times. Wheat and barley in medical sources (second to sewenth centuries AD), Wydawnictwo Uniwersytetu Łódzkiego, Łódź 2014.
- XXI Błażej Cecota, Arabskie oblężenia Konstantynopola w VII-VIII wieku. Rzeczywistość i mit, Wydawnictwo Uniwersytetu Łódzkiego, Łódź 2016.
- XXII Byzantinum and the Arabs. The Encounter Civilizations from VI to VIII Century, ed. Paweł Filipczak, Teresa Wolińska, Wydawnictwo Uniwersytetu Łódzkiego, Łódź 2016.
- XXIII Mirosław Jerzy Leszka, Kirył Marinow, Miasto na skrzyżowaniu mórz i kontynentów. Wczesno- i średniobizantyński Konstantynopol jako miasto portowe, Wydawnictwo Uniwersytetu Łódzkiego, Łódź 2016.
- XXIV Zofia Brzozowska, Sofia - upersonifikowana Mądrość Boża. Dzieje wyobrażeń w kręgu kultury bizantyńsko-słowiańskiej, Wydawnictwo Uniwersytetu Łódzkiego, Łódź 2015.
- XXV Mirosław Jerzy Leszka, Symeon I Wielki a Bizancjum. Z dziejów stosunków bułgarsko-bizantyńskich w latach 893-927, Wydawnictwo Uniwersytetu Łódzkiego, Łódź 2013.
- XXVI An introduction to the Byzantine administration in Syro-Palestine on the eve of the Arab conquest, ed. Paweł Filipczak, Wydawnictwo Uniwersytetu Łódzkiego, Łódź 2016.
- XXVII Maciej Kokoszko, Zofia Rzeźnicka, ''Dietetyka i sztuka kulinarna antyku i wczesnego Bizancjum (II-VII w.), część III, Ab ovo ad γάλα. Jajka mleko i produkty mleczne w medycynie i w sztuce kulinarnej (I-VII w.), Wydawnictwo Uniwersytetu Łódzkiego, Łódź 2017.